# Groß Pankow (Prignitz)
Groß Pankow é um município da Alemanha, situado no distrito de Prignitz, no estado de Brandemburgo. Tem 248,79 km² de área, e sua população em 2019 foi estimada em 3.789 habitantes.